# Karya Mukti (Mesuji)
Karya Mukti is een bestuurslaag in het regentschap Ogan Komering Ilir van de provincie Zuid-Sumatra, Indonesië. Karya Mukti telt 1789 inwoners (volkstelling 2010).